# Estación de La Cova
La Cova es una estación de la línea 9 de Metrovalencia. Se ubica en la calle de la Safor, en el Polígono industrial La Cova en Manises.

## Historia
Esta estación lleva en funcionamiento desde 1889 perteneciendo a la hoy desmantelada línea Valencia-Liria, sin embargo fue clausurada en 1985, cuando el servicio entre Liria y Ribarroja del Turia fue suprimido y comenzaron a circular trenes de cercanías de la línea C-4.
Tras el cierre de esta línea por parte de Renfe en 2005, fue recuperada en el año 2015 cuando se rehabilitó esta línea para el tráfico de Metrovalencia.